# Herb gminy Bobrowo
Herb gminy Bobrowo – jeden z symboli gminy Bobrowo.

## Wygląd i symbolika
Herb przedstawia na tarczy koloru zielonego postać złotego bobra. Jest to tzw. herb mówiący, nawiązujący do nazwy gminy. Wzór bobra z herbu występuje również na fladze gminy.